# Setia Baru
Setia Baru is een bestuurslaag in het regentschap Aceh Tenggara van de provincie Atjeh, Indonesië. Setia Baru telt 330 inwoners (volkstelling 2010).